# اپتوژنتیک
اپتوژنتیک (به انگلیسی: Optogenetics) به پیشرفت تکنیک‌های تصویر برداری در قرن اخیر، مطالعه و بررسی عملکردهای مغزی را سرعت بخشیده‌است و تکنولوژی اپتوژنتیک قدمی است به سوی بررسی‌های دقیق تر. روش‌ها و ابزار تک مؤلفه‌ای قابل اعتماد که بتوانند تنها یک اپسین (ترکیبی که شامل بخش پروتئینی شبکیه می‌باشد) را هدف قرار بدهند و هم چنین میزان حساسیت نوری از عناصر مهم در این روش هستند که امکان مطالعه عملکرد دقیق و خاص سیستم عصبی را ایجاد می‌کنند.
اپتوژنتیک همان‌طور که از اسمش پیداست استفاده همزمان از اپتیک و ژنتیک برای تشخیص عملکرد سلول‌های خاص در بافت‌های زنده می‌باشد. به‌طور مثال ژن‌های اپسینی- میکروبی می‌توانند برای کنترل نوری عملکردهای تعریف شده‌ای در مجموعه‌ای از سلول‌های عصبی استفاده شوند. برای اپتوژنتیک نیاز است به ۱) وسایل مهندسی که بتوانند به‌طور دقیق سلولهای خاص را هدف قرار دهند)۲ تکنولوژی انتقال نور و ۳)روش‌های کنترل اپتیکی با قابلیت بازخوانی سریع اطلاعات (مانند ارگان‌های فلورسنت یا شاخص‌های ژنتیکی کدگذاری شده، ثبت الکتریکی، سیگنال fMRI یا آنالیز کمیتی رفتارها).

## تاریخچه
ردپای مفاهیم اولیه به کارگیری اپتوژنتیک به دهه ۱۹۷۰ برمی گردد. در سال ۱۹۷۹، Crikc Francis با توجه به پیچیدگی مغز پستانداران دریافت که الکترودها نمی‌توانند به‌طور واضح بین انواع مختلف سلول‌ها تفاوت قائل شوند و چالش بزرگ عصب شناسی نیاز به کنترل دقیق یک سلول خاص بدون تأثیرگذاری بر روی سلول‌های دیگر می‌باشد. اوپیشنهاد کرد که استفاده از نور می‌تواند ابزار مناسبی باشد، اما دربارهٔ چگونگی آن هیچ ایده‌ای نداشت. چند سال قبل از این تاریخ در تحقیقی کاملاً جداگانه اپسین‌هایی کشف شدند که به نور به صورت تک مؤلفه‌ای و. با وجود این که اپسین‌های میکروبی به خوبی شناسایی شده بودند و پاسخ تک مؤلفه‌ای آن‌ها به نور ثابت گردیده بود اما به دلایل مختلفی از قبیل وجود فرض‌هایی چون کم بودن جریان فوتونی و کند بودن آن برای کنترل مؤثر، ضعیف بودن پروتئینهای میکروبی غشایی یا سمی بودن آن‌ها و مهم تر از همه این فرض که عامل‌های خارجی اضافه شده باید به تمام بافت‌های مورد آزمایش اضافه گردند سبب توقف بیشتر تحقیقات در این زمینه شد. تا این که در تابستان ۲۰۰۵ گروه بزرگی از اپسین‌های میکروبی انتقال دهنده یون‌ها شناخته شدند که همگی ثابت می‌کردند امکان کنترل اپتیکی نورون‌ها در پستانداران وجود دارد و می‌توان از این اپسین‌ها به عنوان ابزاری در اپتوژنتیک استفاده کرد. همچنین با پی بردن به وجود رتینوید در مقادیر زیاد در بافت‌های اولیه و در شبکیه، خیلی زود کشف شد که مغز پستانداران بالغ و قطعاً سایر بافت‌های ستون فقرات دارای میزان کافی از ژن‌های میکروبی اپسینی برای تعریف استراتژی تک مؤلفه‌ای می‌باشد. واکنش نشان می‌دادند.

## تعریف
اپتوژنتیک به‌طور ساده به معنای برانگیختگی نوری یا بازداری نوری سلول‌های هدف نیست، بلکه اپتوژنتیک باید دستور انجام دادن یا ندادن یک فعالیت خاص را به سلول برساند؛ بنابراین به دقتی از مرتبه میلی ثانیه نیاز می‌باشد و این میزان از دقت باید قابل استفاده در سیستم‌های سالم مانند مغز پستانداران که آزادانه حرکت می‌کنند؛ باشد. تمام تلاش‌های اولیه برای کنترل اپتیکی شامل روش‌هایی بود که محدودیت‌های زیادی به همراه داشت از قبیل چند مؤلفه‌ای بودن، ویژگی زمانی بالا یا نیاز به تابش نور فرابنفش با شدت بالا که همگی سبب می‌شد تا نتوان این روش‌های را در پستانداران به کار گرفت. ژنهای اپسینی تک مؤلفه‌ای نیز در ابتدا با وجود بهتر بودن، هنوز هم مشکلاتی را به همراه داشتند از عدم کنترل کافی گرفته تا ایجاد مسمویت و چالش‌های موجود برای رساندن نور به بافت زنده؛ بنابراین برای انجام این فرایند نیاز به تکنولوژی‌های پیشرفته‌ای بود، که در طی چند سال و با پیشرفت‌های مهندسی بسیاری از آن‌ها برطرف گردید.
در حال حاضر طیف گسترده‌ای از ابزارها برای چهار عمل اصلی برانگیختگی سریع، بازداری سریع، تلفیق دوگانه و کنترل سیگنال‌های بیوشیمیایی درون سلولی؛ در نورون‌ها و سایر انواع سلولی، به عنوان ابزار اپتوژنتیک، در اختیار عصب شناسان می‌باشد. این مجموعه از ابزار اپتوژنتیک که حاصل مهندسی مولکولی و تلاش‌های ژنومیک می‌باشد امکان ایجاد تغییرات آزمایشگاهی برای دستیابی به ۱) اثرات فیزیولوژیکی دلخواه ۲) ویژگی‌های جنبشی مدولاسیون وابسته به نور ۳) و طول موج مورد نیاز، توان و گستردگی فضایی پالس نوری را می‌دهد.

## هدف‌گیری اپسین‌ها
از آنجا که ابزارهای اپتوژنتیکی پیوسته از لحاظ ایمنی و بازدهی در حال بهینه شدن هستند، یک آزمایش عصب‌شناسی موفق نیازمند روش متناسب هدف گیری بافت زنده با ابزار اپتوژنتیک می‌باشد. روش‌های معمول رساندن ابزار اپتوژنتیک به بافت زنده عبارتند از
1. هدف‌گیری از طریق توزیع میکروبی
2. هدف‌گیری تصویری
3. هدف‌گیری حیوانات از طریق ترانس ژنتیک
4. هدف‌گیری زمانی – مکانی.

## انتقال نور

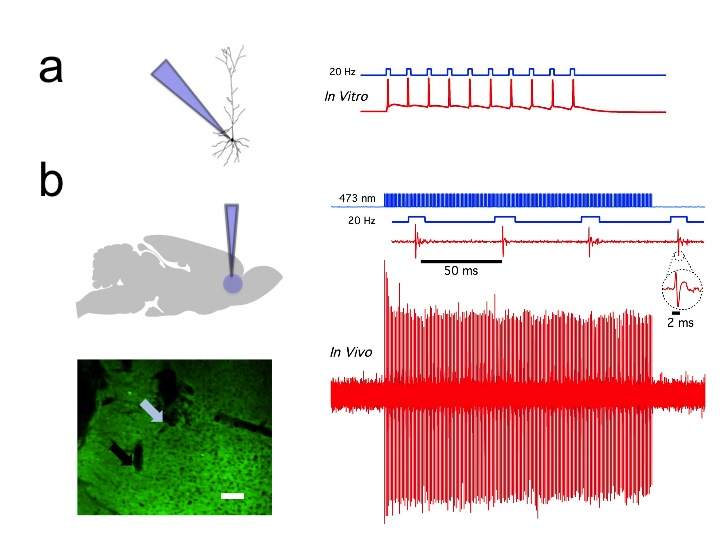
Example of optogenetic activation of prefrontal cortex

جریان نوری ناشی از یک پالس نوری در نورون به عوامل مختلفی از قبیل ویژگی اپسین مورد استفاده، طول موج نور، شدت و مدت تابش نور و حتی تاریخچه تابش‌ها (به‌طور مثال اگر تعداد سلول‌های حساس به نور در ابتدا کمتر باشد یا تعداد کمتری به حالت تطابقی سیاه بازگردند میزان پاسخ عبوری به نور اولیه کمتر خواهد بود گرچه در حالت پایه ممکن است جریان فوتون‌ها ثابت باقی بماند) بستگی دارد. در تمام حالت‌ها میزان جذب فوتون‌های یک طول موج خاص متناسب با جریان محلی فوتون هاست و در طراحی وسایل رساننده نور برای فعال سازی رودوپسین این مهم‌ترین پارامتر برای اندازه‌گیری و کنترل است. میزان عبور نور در بافت‌های بیولوژیکی وابسته به میزان جذب و پراکندگی است و پراکندگی در چربی غلاف عصب نقش مهمی در بافت مغز دارد. همچنین هر چه طول موج بیشتر باشد پراکندگی کاهش می‌یابد و میزان نفوذ نور بیشتر خواهد بود. در آزمایش‌هایی که نیاز به تابش بر روی چند منطقه می‌باشد یا منطقه مورد نظر دور از محل تصویربرداری است، می‌توان از یک منبع نوری جفت شده با فیبر نوری که بر روی یک بازوی میکرومکانیکی قرار دارد برای تابش روی بافت استفاده کرد. لیزرها نیز می‌توانند در سرراه نوری میکروسکوپ جفت شوند و از لحاظ اپتیکی میدان دید را گسترش دهند.

## منابع نوری

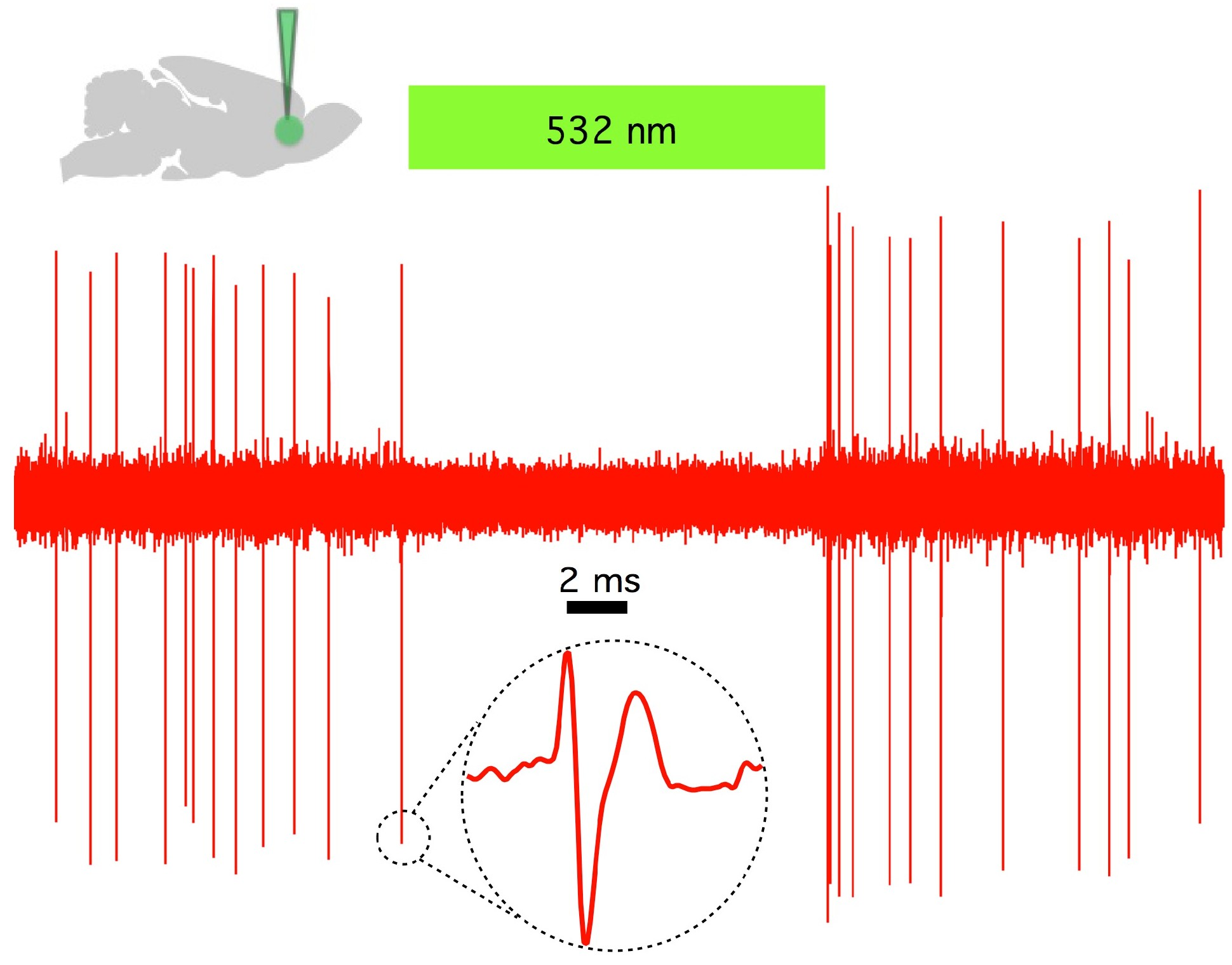
شکل ۲رساندن نور به بافت و ثبت تک مولفه‌ای سیگنال